# Chambao
Chambao és un grup de música flamenca-electrònica, conegut com a Flamenco Chill. Liderats per María del Mar Rodríguez Carnero, Lamari, són originaris de Màlaga, Andalusia, originalment composts per Lamari, i els cosins Daniel i Eduardo Casañ, La seva música mescla els sons del flamenc i pals (formes) amb la música electrònica.

## Discografia
- Flamenco Chill (2002) (diferents artistes).
- Endorfinas en la mente (2003)
- Pokito a poko (2005)
- Caminando 2001-2006 (2006)
- Con otro aire (2007)
- En el fin del mundo (2009)
- Chambao (2012)
- 10 Años Around The World (2013)
- Nuevo ciclo (2016)